# Université Paris Sciences et Lettres
Pour les articles homonymes, voir PSL.
L’université Paris Sciences et Lettres ou université PSL est un établissement d'enseignement supérieur français bénéficiant du statut de « grand établissement » depuis 2022. Elle s'est constituée par l'intégration de treize institutions académiques et de recherche, avec le soutien de trois organismes de recherche.
Située à Paris, elle est principalement implantée dans le Quartier latin, mais aussi sur le campus de Jourdan (annexe de l’École normale supérieure), à la porte Dauphine (campus Dauphine), dans le nord de Paris, sur le campus Condorcet, au carré Richelieu (campus de l’École nationale des chartes) et à Meudon (site de l'Observatoire).

## Histoire
En 2010, conscientes du manque de visibilité internationale de leurs établissements et des difficultés pour financer et mettre en œuvre des projets de recherches, cinq grandes écoles et institutions académiques parisiennes se regroupent en tant que pôle de recherche et d'enseignement supérieur (PRES) au statut de fondation de coopération scientifique (FCS). Cette nouvelle entité nommée « Paris Sciences et Lettres - Quartier latin » est dans un premier temps une coopération principalement scientifique entre ces établissements du Quartier latin et vise aussi à obtenir les financements issus du grand emprunt.
Les cinq premiers membres du regroupement sont le Collège de France, Chimie ParisTech, l'École normale supérieure (Paris), l'École supérieure de physique et de chimie industrielles de la ville de Paris et l'Observatoire de Paris.
Huit nouveaux membres rejoignent ensuite la fondation : deux en tant que membres fondateurs (l’université Paris-Dauphine et l’Institut Curie) et six en tant que membres associés (le Conservatoire national supérieur d'art dramatique, le Conservatoire national supérieur de musique et de danse de Paris, l'École nationale supérieure des arts décoratifs, l'École nationale supérieure des beaux-arts, la Fondation Pierre-Gilles de Gennes pour la recherche et l'Institut Louis Bachelier).
En 2011, PSL est retenue parmi les trois premières initiatives d'excellence,.
Un établissement public de coopération scientifique (EPCS) « PSL-formation » est créé en 2012 afin d’« assurer des formations initiales et continues conduisant à la délivrance de diplômes propres et de diplômes nationaux ».
En 2012, l’école nationale supérieure des mines de Paris (Mines ParisTech) rejoint PSL en tant que membre associé. Elle deviendra membre fondateur l’année suivante. Quatre nouveaux membres, précédemment associés à Hesam Université, rejoignent alors PSL : l'École nationale des chartes et l’École pratique des hautes études (EPHE), comme membres fondateurs, ainsi que l’École des hautes études en sciences sociales (EHESS) et l’École française d'Extrême-Orient comme membres associés.
En 2015, conformément à la loi ESR de 2013, l’EPCS est dissous, et la communauté d'universités et établissements (ComUE) « Université de recherche Paris sciences et lettres - PSL Research University » lui succède. C'est à partir de cette année que les nouveaux doctorants préparent leurs thèses dans un établissement, mais sont diplômés du collège doctoral de PSL.
La formation du groupement est très critiquée par la communauté universitaire française. La diversité des établissements participant au projet a été parfois mentionnée comme une source de faiblesse pour le projet. Sa création reçoit un avis défavorable de la part du Conseil national de l'enseignement supérieur et de la recherche. Le mode de regroupement des établissements a été jugé aux « antipodes de la philosophie de la loi sur l’enseignement supérieur ». Le salaire de ses dirigeants est jugé « inacceptable » par des membres du Conseil national de l'enseignement supérieur et de la recherche. Des doutes sur la qualité réelle du projet sont rendus publics. En 2016, le jury des IDEX chargé de l'évaluation et du suivi des investissements rend une décision critique sur PSL. Il lui reconnaît une grande qualité de recherche et de formation, mais des insuffisances dans les synergies visant à créer une université intégrée et dans la mise en commun des ressources humaines,. Par conséquent, il donne un délai supplémentaire de 18 mois à PSL pour pallier ces faiblesses.
Cette même année, PSL crée l’École nationale de mode et matière de PSL.
Le 21 septembre 2017, le Tribunal administratif de Paris enjoint à l'université de recherche Paris Sciences et Lettres de procéder au retrait de la mention « Research University » de son logotype sur l'ensemble des supports sur lesquels il figure, en application de la Loi Toubon sur l'usage du français,,,
En mars 2017, l'École nationale d'administration (ENA) et PSL annoncent la création d'une chaire commune et la signature d'un partenariat stratégique. L'ENA intègre la liste des partenaires de PSL en décembre 2018
En 2019, l'université Paris sciences et lettres devient un établissement public à caractère scientifique, culturel et professionnel expérimental dans le cadre de l’ordonnance du 12 décembre 2018 qui organise de nouveaux modes de regroupement des établissements d’enseignement supérieur et de recherche.
En novembre 2020, sur recommandation du jury international, l’État annonce la pérennisation de l'initiative d'excellence de l'université Paris sciences et lettres (en même temps que celle de l'université Paris-Saclay), ce qui se traduit par le maintien de son soutien annuel et par la dévolution à PSL de la dotation non consomptible. Elle est membre de Udice depuis sa création.
En novembre 2022, l'université PSL sort de sa période d’expérimentation. Le décret pérennisant les statuts de l’Université PSL a été publié au journal officiel du 27 novembre 2022. L’établissement public à caractère scientifique, culturel et professionnel est constitué sous la forme de grand établissement.
En janvier 2025, l’École nationale supérieure d’architecture Paris-Malaquais et l’École nationale supérieure des Arts Décoratifs rejoignent l’université PSL en tant qu’établissements-composantes.  

## Fonctionnement

### Membres
L'Université PSL  compte 17 000 étudiants. Son périmètre, selon le décret du 5 novembre 2019, est celui de ses onze établissements-composantes et de ses deux membres-associés au 1er janvier 2020. En outre, le CNRS, l'INSERM et l'INRIA participent à la gouvernance et à la définition de l’Université PSL, avec laquelle ils coordonnent leur stratégie.

#### Établissements-composantes
- École nationale supérieure de chimie de Paris - PSL (Chimie ParisTech - PSL) ;
- Conservatoire national supérieur d'art dramatique - PSL (CNSAD - PSL) ;
- École nationale des chartes -PSL (ENC - PSL) ;
- École nationale supérieure d'architecture de Paris-Malaquais - PSL ;
- École des arts décoratifs PSL  (ENSAD - PSL);
- École normale supérieure -PSL  (ENS - PSL) ;
- École pratique des hautes études - PSL  (EPHE - PSL) ;
- École supérieure de physique et de chimie industrielles de la ville de Paris - PSL  (ESPCI - PSL) ;
- École nationale supérieure des mines de Paris - PSL (Mines Paris - PSL) ;
- Observatoire de Paris - PSL  ;
- Université Paris Dauphine - PSL  ;
- Fondation de coopération scientifique Paris Sciences et Lettres - Quartier Latin.

#### Membres-associés
- Collège de France ;
- Institut Curie.

#### Organismes de recherche et partenaires
- Organismes de recherche : CNRS, INSERM et Inria ;
- Membres partenaires : École française d'Extrême-Orient, École nationale supérieure des beaux-arts, La Fémis, Institut Louis Bachelier, l'Institut national du service public (remplaçant l'École nationale d'administration), le Conservatoire national supérieur de musique et de danse de Paris, le lycée Henri-IV.

### Historique des présidents

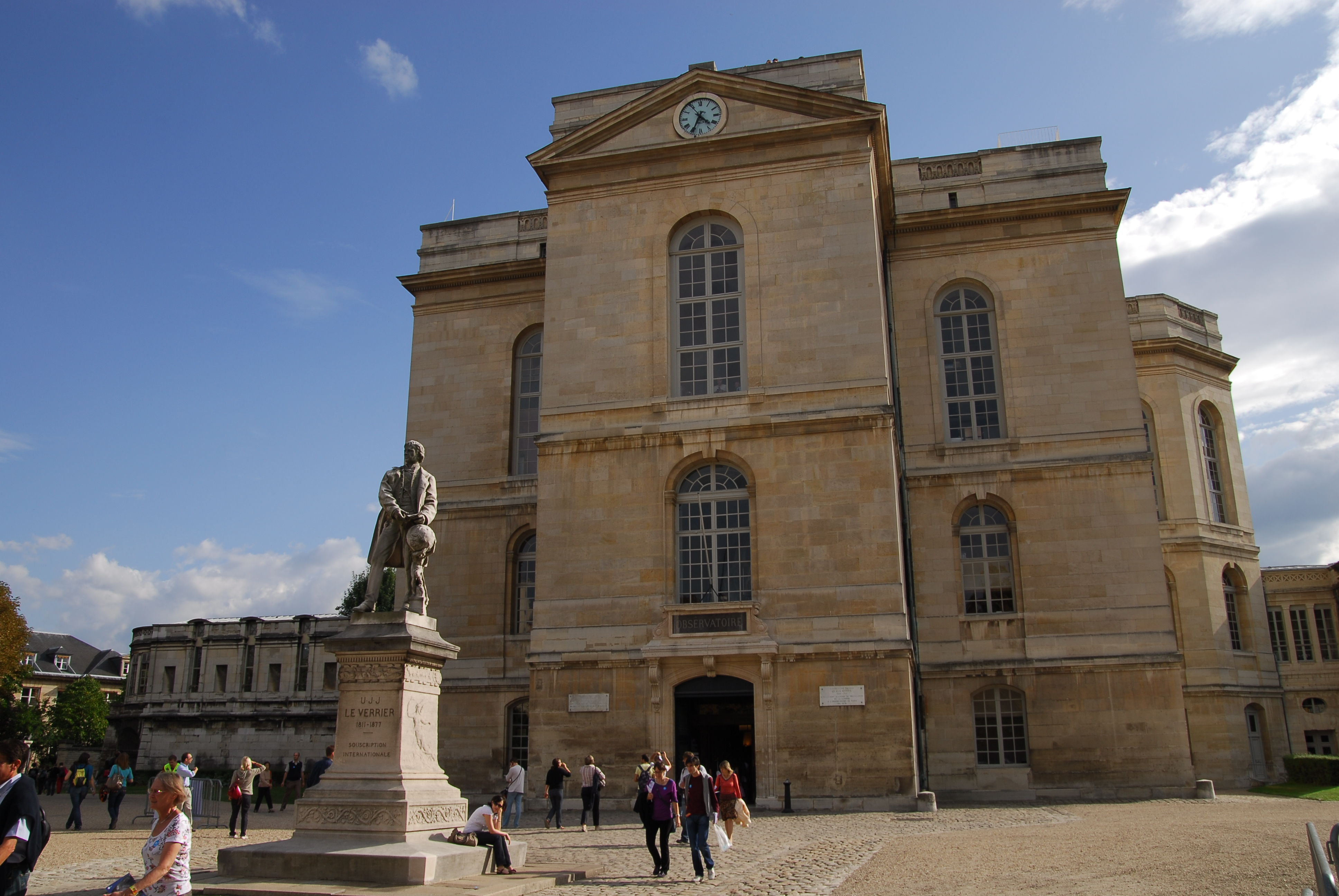
Observatoire de Paris.

| Identité              | Période          | Période        |
| Identité              | Début            | Fin            |
| --------------------- | ---------------- | -------------- |
| Monique Canto-Sperber | février 2012     | septembre 2014 |
| Thierry Coulhon       | février 2015     | mai 2017       |
| Marc Mézard           | mai 2017         | octobre 2017   |
| Alain Fuchs           | 24 octobre 2017  | 26 juin 2024   |
| El-Mouhoub Mouhoud    | 17 décembre 2024 | En cours       |

## Labels et financements liés aux «investissements d'avenir» (2010-2012)
Dans le cadre des investissements d'avenir, de nombreux projets de PSL ont été retenus et ont bénéficié de financements : Initiative d’Excellence (Idex), laboratoires d’excellence (Labex), équipements structurants (Equipex), Instituts Carnot.

### Initiative d'excellence PSL*
Le pôle de recherche et d'enseignement supérieur Paris Sciences et Lettres - Quartier latin a été à l'origine de l'IDEX baptisée PSL*. Le 25 mars 2011, le projet PSL* a intégré un groupe restreint de 7 projets pré-sélectionnés. Le 19 mai 2011, le dossier de sélection Idex a été déposé, donnant lieu à la publication d'un résumé opérationnel. Le projet était finalement sélectionné en juillet 2011, en même temps que deux autres projets, présentés par les universités de Bordeaux et de Strasbourg.
Le groupe ainsi formé représente à l'époque le 17e groupe par son nombre de doctorats décernés par an, ainsi que par son nombre de membres de l'institut universitaire de France, le 15e par son nombre de chercheurs travaillant dans un laboratoire classé « A » ou « A+ » par l'AERES, le 3e par son nombre de financements obtenus auprès de l'European research council, le 7e par son nombre de titulaire d'une médaille du CNRS, soit le 13e groupe en général en utilisant l'ensemble de ces critères.

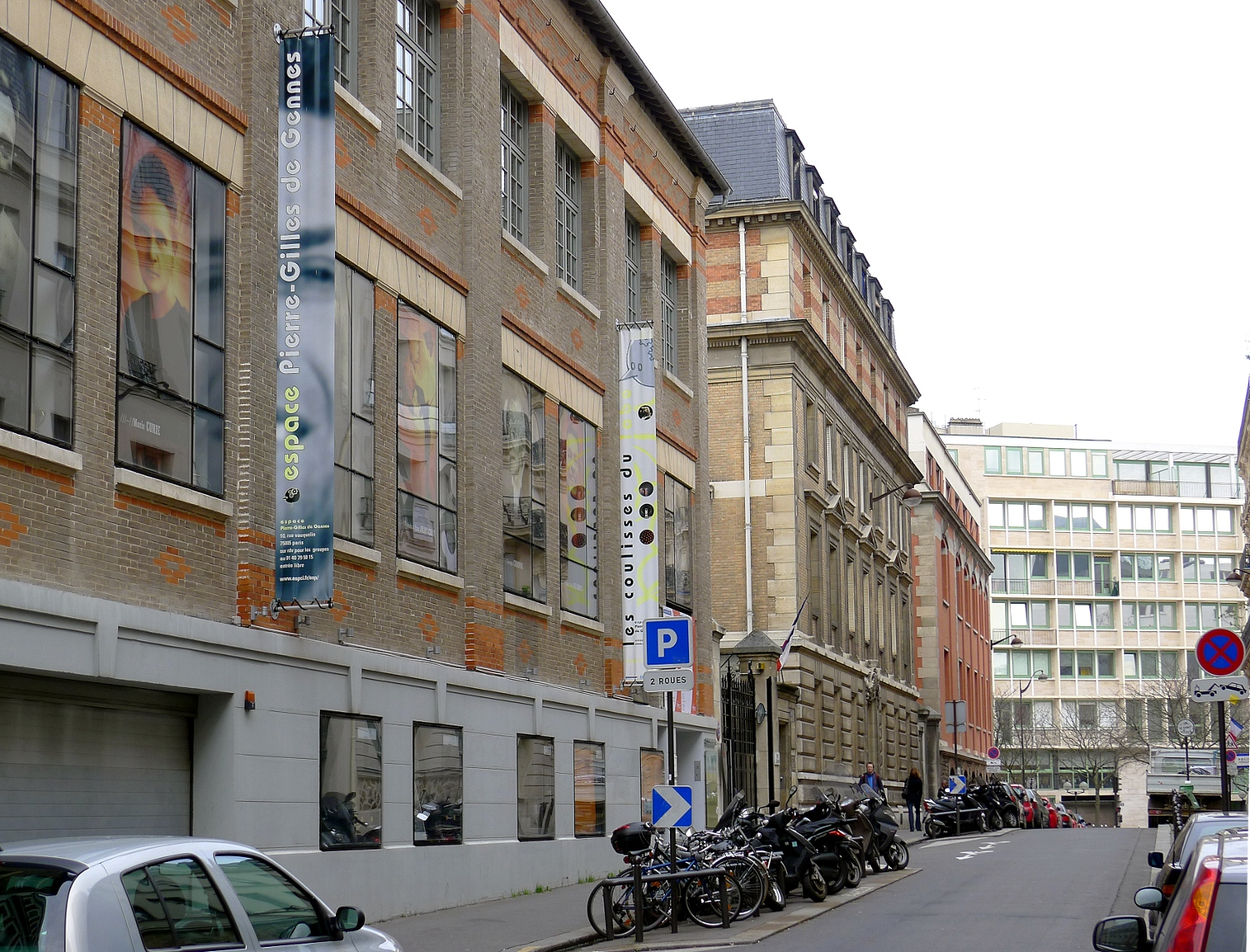
ESPCI Paris.

### Équipements d'excellence
Les établissements-composantes de PSL ont obtenu en 2011 le soutien de 8 projets dans le cadre des équipements d'excellence (Equipex). Les projets disposent d'un financement qui va de deux à dix millions d'euros. Ils recouvrent l'ensemble des domaines des sciences humaines et sociales aux sciences exactes. Plusieurs ont un caractère interdisciplinaire. Ils associent, dans la plupart des cas, des institutions extérieures à PSL, de même que les équipes de PSL appartiennent souvent à des Equipex portés par d'autres centres.

### Laboratoires d'excellence
Onze Labex portés par PSL ont été initialement retenus. D'autres sont soit portés par un établissement membre de PSL dans le cadre d'un projet régional ou national, soit portés par un réseau thématique de recherche avancée dont les membres de PSL sont fondateurs : FIRST-TF, L-IPSL, OSE et SMP. Par-delà les 11 Labex sélectionnés, les institutions de PSL sont impliquées, par leurs unités de recherche, dans de nombreux autres Labex : on peut ainsi citer Laboratoire des arts et médiations humaines, Industries culturelles et création artistique. Numérique et internet, Lifesenses, UnivEarthS, MiChem, Matisse et l’Institut Lagrange de Paris. Les établissements entrés dans PSL en 2015 sont également porteurs de Labex (Corail, Hastec et Tepsis) et participent à d'autres comme CAP, Dynamite, SITES.

### Projets de recherche financés par PSL

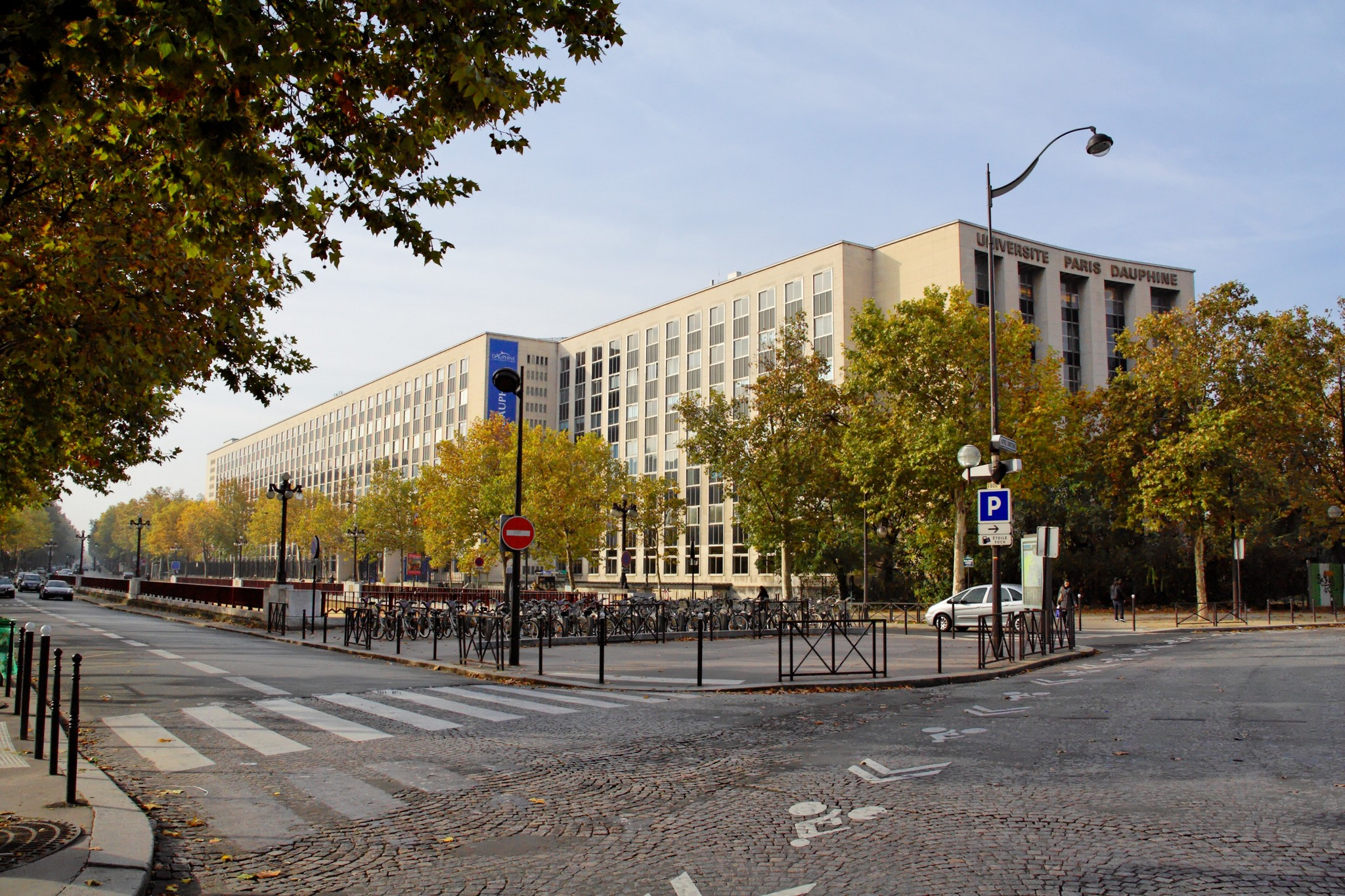
Paris-Dauphine.

#### Projets généraux
Destinés à l'ensemble des chercheurs et enseignants-chercheurs de PSL, les appels à projets internes sont destinés à structurer les principaux domaines de recherche sur l'ensemble de l'Idex.
Ils recouvrent trois domaines :
- des « chaires d'excellence » avec leur environnement de recherche sur des thématiques stratégiques pour PSL. Ces chaires pourront conduire au recrutement de chercheurs ou de professeurs.
- le financement d'équipes de recherche recrutées sur des projets structurants qui peuvent être transdisciplinaires.
- le financement de restructuration/rapprochement entre équipes existantes au sein d'une même thématique entre plusieurs institutions de PSL ou à l'échelle de PSL.

À l'issue du premier appel, 11 projets ont été retenus, impliquant 10 établissements membres de PSL (1 chaire d'excellence junior, 1 chaire d'excellence sénior, 3 financements d'équipes recrutées sur un projet structurant, 6 rapprochements d'équipes).

#### Projets exploratoires premier soutien
L'IdEx PSL et le CNRS ont lancé en juillet 2012 un premier appel à projets commun, dit Projets exploratoires premier soutien (PEPS), visant à favoriser la recherche interdisciplinaire sur le site de PSL. 18 projets, toutes disciplines confondues, ont été retenus à l'issue de ce premier appel .

### Instituts Carnot
Dans le cadre des différents appels d'offres pour les Instituts Carnot cinq regroupements impliquant des composantes de PSL ont bénéficié du label Carnot :
- COGNITION, Institut porté par le CNRS et impliquant l'ENS, l'ENSAD et l'EPHE.
- Curie-Cancer (porté par l'Institut Curie) pour faciliter les transferts vers l'industrie dans la lutte contre le cancer.
- INRIA, porté par INRIA et impliquant l'ENS, pour promouvoir les usages industriels des technologies numériques.
- IPGG Microfluidique, porté par PSL et impliquant ESPCI Paris, ENS, Chimie ParisTech et le CNRS.
- M.I.N.E.S. impliquant Mines Paris.

Le label Carnot est un label attribué pour 5 ans qui vise à encourager la recherche partenariale (public-privé). Il permet aux projets concernés d'obtenir des financements supplémentaires de l'État en même temps que des revenus issus de leurs accords avec le secteur privé.

## Formations et diplômes

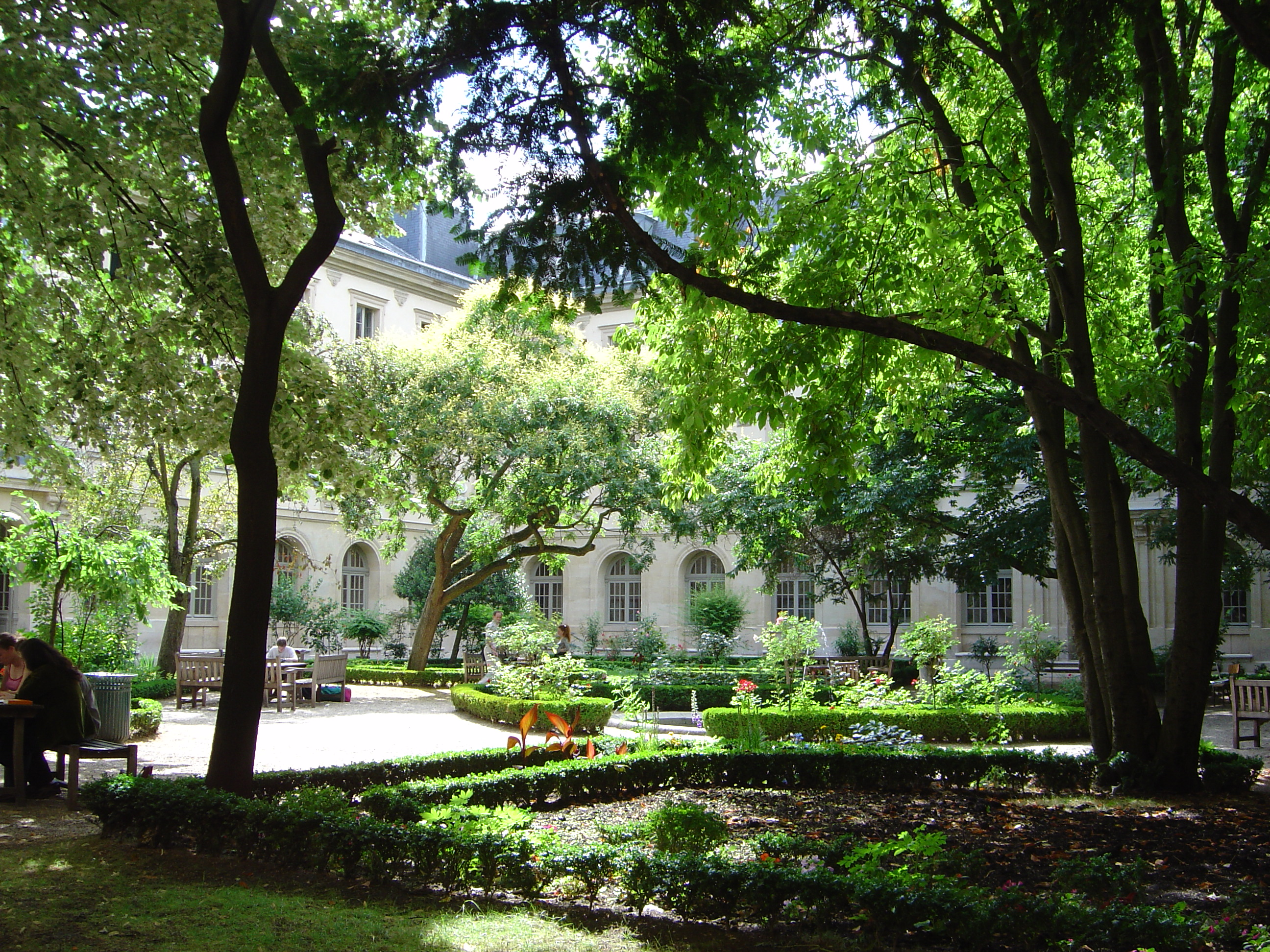
École normale supérieure.

L'université PSL dispose d'une offre de formation globale, et délivre 60 diplômes de la licence au doctorat. Au travers des différents établissements, une grande variété de champs disciplinaires sont enseignés : de l'astrophysique à la création artistique, des mathématiques aux humanités classiques.
En plus des diplômes d'établissement traditionnellement délivrés par chacun des membres de l'Université PSL, leur réunion a permis de créer des nouveaux cursus : le Collège Sciences, Humanités et Société qui intègre 5 parcours de licence, l'Institut de technologie et d'innovation (PSL-ITI) et le doctorat en sciences, arts, création, recherche (SACRe).

### Collège Sciences Humanités et Société
Le Collège Sciences, Humanités et Société de l’Université PSL propose 5 parcours pluridisciplinaires de licence qui se caractérisent par la possibilité pour les étudiantes et les étudiants de personnaliser leur cursus et d’explorer librement les savoirs académiques en dépassant les silos frontières disciplinaires. Au plus près des grands enjeux sociétaux (développement durable, éducation etc.), ils offrent ouverture culturelle, pédagogie par projets et initiation à la recherche. Le Collège Sciences Humanités et Société de l'Université PSL « s'inspire des premiers cycles pluridisciplinaires des universités américaines », il se fonde sur la spécialisation progressive à partir d'un socle commun d'enseignements littéraires et scientifiques. La formation dure trois ans et délivre un diplôme d'établissement. 
Ce collège comprend plusieurs parcours de cycle pluridisciplinaire d'études supérieures (CPES) : un dispositif de formation créé en 2012 par l'Université PSL et le lycée Henri-IV, membre associé de PSL et développé en 2023 avec le lycée Louis-le-Grand. L'objectif de ces formations de haut niveau est de combiner "le meilleur des deux filières de l'enseignement supérieur français en premier cycle » avec d'une part « l'intensité et la qualité des cours, l'encadrement et le suivi pédagogique, les effectifs limités dans des groupes-classes, autant de caractéristiques qui sont celles des classes préparatoires aux grandes écoles (CPGE) » et d'autre part « l'apprentissage de l'autonomie, la diversité des choix de spécialisation, la formation par la recherche, sans l'obsession des concours, spécificités propres aux universités ». Ces formations se situent ainsi « à mi-chemin entre l’université et la classe préparatoire ». Le Collège intègre également un parcours entièrement consacré aux enjeux du développement durable depuis 2020.

### Institut de technologie et d'innovation (PSL-ITI)
Lancé à la rentrée 2014, l'Institut de technologie et d'innovation (PSL-ITI) était l'œuvre de quatre des institutions membres de PSL (Chimie ParisTech, ESPCI Paris, Mines Paris et l'École normale supérieure). Le projet inclut le concours d'autres membres de PSL : l'université Paris-Dauphine, l'Institut Curie, l'Observatoire de Paris, le Collège de France, l'École nationale supérieure des Arts décoratifs. Il reposait aussi sur partenariat renforcé avec l'École nationale des ponts et chaussées. Le programme PSL-ITI a été interrompu en 2019.

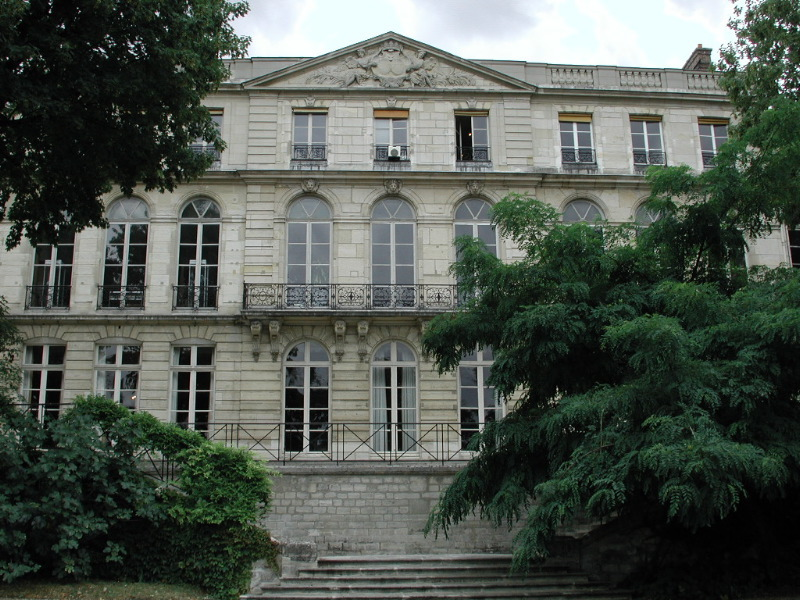
École des mines de Paris.

### Le doctorat à PSL
Les étudiants qui obtiennent un doctorat à Paris Sciences et Lettres obtiennent un diplôme intitulé « doctorat de Paris Sciences et Lettres ».

### Le doctorat SACRe
Le doctorat SACRe (sciences, arts, création, recherche) est une formation doctorale créée avec le rassemblement de six établissements membres ou partenaires de PSL : le Conservatoire national supérieur d'art dramatique, le Conservatoire national supérieur de musique et de danse de Paris, l'École nationale supérieure des arts décoratifs, l'École nationale supérieure des beaux-arts, l'École normale supérieure et La Fémis. S'y joint de surcroît l'École nationale supérieure d'architecture de Paris-Malaquais en 2025. Le but est de stimuler les échanges et les synergies entre des domaines des sciences humaines et sociales, des sciences de l'ingénieur et de la création artistique afin de rénover aussi bien les méthodes d’expérimentation et de pensée des plasticiens, musiciens, cinéastes, metteurs en scène, acteurs ou designers, que celles des chercheurs académiques.

### Éducation aux Objectifs du développement durable
PSL est co-responsable avec Kedge Business School et l'Université de Cergy-Pontoise du réseau français du SDSN (Sustainable Development Solutions Network) sous l'égide des Nations unies. Dans ce cadre, PSL agit pour promouvoir la formation aux enjeux du développement durable, du changement climatique et de la biodiversité pour tous les étudiants de l'université.
Une licence des Sciences pour un monde durable est ouverte en 2020 qui a donné lieu à des polémiques,,. En 2024, ll’Université PSL ouvre un nouveau Master Science de la durabilité, opéré par l’ENS – PSL en collaboration avec Dauphine – PSL, Chimie Paris – PSL et l'École nationale des Chartes – PSL. 
Les problématiques du Développement durable sont également très présentes dans les Écoles de l'Université PSL, à l'exemple du programme Dauphine Durable de Paris-Dauphine mais aussi l'Institut des transitions à Mines Paris-PSL. 

#### Polémique
Par une décision du tribunal administratif de Paris, saisi par le collectif « PSL contre-attaque », la fondation PSL est tenue d'informer sur les montants des conventions de mécénat de la licence « Sciences pour un monde durable » consacrée aux enjeux de la transition écologique, financée notamment par la banque BNP Paribas, dont le bilan carbone a été qualifié de désastreux par Oxfam,. Le Monde a révélé en 2022 que ce don défiscalisé à hauteur de 60 % s’élèverait à environ 8 millions d’euros sur cinq ans. PSL avait invoqué la loi protégeant le secret des affaires pour refuser de divulguer les montants. Finalement, les montants du financement, révélés après la décision de justice, s'élèvent en effet à près de 8 millions d'euros répartis sur six ans pour BNP Paribas et à 300 000 euros répartis sur trois ans pour l'entreprise Foncia, ce qui fait de la banque le financeur majoritaire de la formation. L'entreprise Engie n'est finalement pas mécène de la formation, contrairement à ce qui avait été avancé durant un Conseil d'administration de l'établissement.
En 2024, une convention liant l'université à l'entreprise l'Oréal donne à celle-ci le bénéfice d'une clause de non-dénigrement et stipule que L’Oréal participe à la sélection des doctorants, à l’évaluation de leurs travaux et au choix des lauréats des prix de thèse. 

## Scientométrie et classements universitaires

### Classements généraux

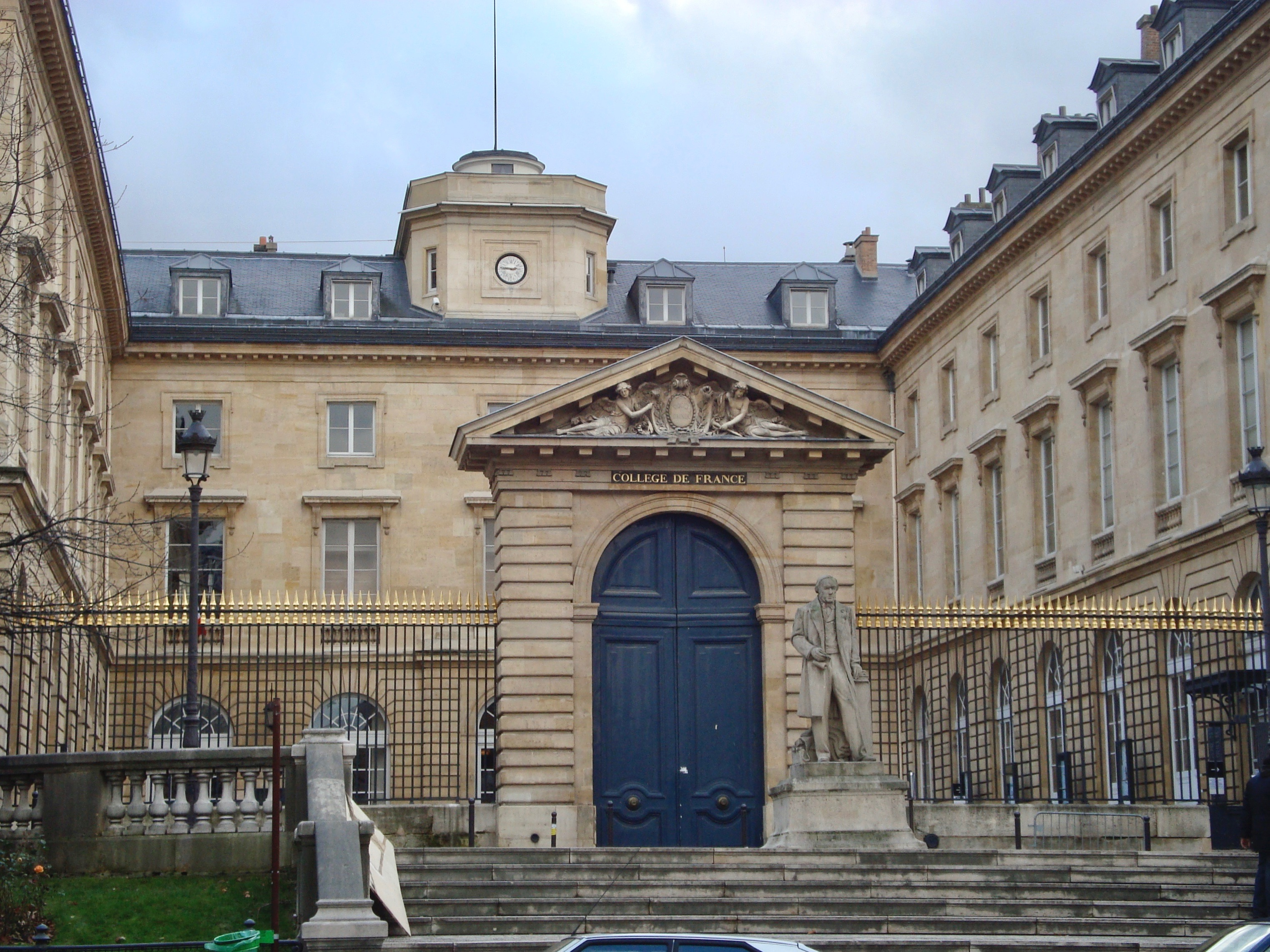
Collège de France.

L'université PSL est considérée par les différents classements internationaux comme l'un des meilleurs établissements français et européens. En 2024, PSL est classée dans les 40 premières universités des classements CWUR, QS, Shanghai et Times Higher Education, et en première place française (à l'exception du classement THE où elle est en 2e position française). Pour la même année, elle est également classée première université d'Europe continentale par le classement CWUR et première université de l'Union européenne dans le classement QS.
En 2021, l'Université PSL est classée 38e dans le classement de Shanghai (ARWU), 40e dans le Times Higher Education World University Rankings,, 44e dans le Classement mondial des universités QS et 21e dans le Center for World University Rankings.
En 2022, l'Université PSL est au premier rang du classement mondial des Universités fondées depuis moins de 50 ans: Young University Rankings 2022. Elle est classée au 26e rang mondial dans le classement QS paru en juin 2022.
| Nom                    | Année | Rang (monde) | Rang (France) |
| ---------------------- | ----- | ------------ | ------------- |
| CWUR                   | 2024  | 19           | 1             |
| QS Top Universities    | 2025  | 24           | 1             |
| Shanghai Ranking       | 2022  | 33           | 2             |
| Times Higher Education | 2022  | 40           | 1             |

### Classements thématiques
En 2025, le Conservatoire national supérieur de musique et de danse de Paris est classé 3e meilleure institution au monde en arts du spectacle au Classement mondial des universités QS, et 4e mondial en musique ; alors que l'École nationale supérieure des arts décoratifs - PSL est 49e mondiale en art et design. Toutes occupent la première place française dans ces classements. L'Université PSL se distingue de surcroît, à la 18e place mondiale en sciences naturelles, 27e en physique et astronomie, 30e en mathématiques, 40e en philosophie, 42e en geophysique, 47e place en géologie, 52e en arts et humanités et 66e en biologie. Elle est la première institution française classée en théologie et en science des matériaux.

## Relations internationales
L'Université PSL a noué des accords globaux avec de nombreuses universités prestigieuses dans le monde entier, telles que l’Université de Cambridge, UCL, Berkeley, NYU, Technion, ANU, Shanghai Jiao Tong, Nanyang Technological University, EPFL, Columbia, Tsinghua et l'Université de Pekin. Elle mène de grands programmes de recherche internationaux, tels que QLife ou Scripta, et favorise la circulation et les échanges de chercheurs et d’étudiants.

## Vie étudiante
Les différents campus de l'Université PSL bénéficient des infrastructures parisiennes pour développer activités culturelles, sportives et festives. PSL propose à ses étudiants l’accès à une offre de logement, de bourses et d'emplois étudiants.
Les bureaux des élèves des établissements-composantes proposent aux étudiants des événements ponctuels.

### Orchestre et Chœur de PSL
L'Orchestre et Chœur de PSL est un ensemble symphonique ouvert à tous les membres de la communauté universitaire de PSL. La saison annuelle inclut en général cinq programmes différents, avec des œuvres contemporaines de différents pays, et une tournée internationale.

### Vie associative
Les étudiantes et étudiants de PSL s'engagent dans des projets culturels, citoyens et solidaires, sportifs : TREVE,, Dauphine Discussion Débat, le projet Lutetium, Spi Dauphine, entre autres. L’université compte plus de 100 associations étudiantes. Chaque année, un programme d’aide financière dédié aux initiatives étudiantes (« Appels à initiatives étudiantes ») sélectionne et finance une trentaine de projets associatifs.

## Personnalités liées

### Lauréats de Prix Nobel ouMédaille Fields
Liste de personnalités ayant été élève, étudiant, ou Professeur dans l'un des établissements de l'université PSL.
- Maurice Allais - Ancien élève et Professeur - Prix Nobel d’Économie - 1988
- Abhijit Banerjee – Professeur invité - Prix Nobel d’Économie - 2019
- Henri Bergson - Ancien élève de l'École normale supérieure et Professeur au Collège de France - Prix Nobel de Littérature - 1927
- Georges Charpak - Ancien élève et Professeur - Prix Nobel de Physique - 1992
- Claude Cohen-Tannoudji - Ancien élève de l'École normale supérieure et Professeur au Collège de France - Nobel de Physique - 1997
- Alain Connes - Ancien élève de l'École normale supérieure et Professeur au Collège de France - Médaille Fields - 1982
- Marie Skłodowska-Curie - Doctorat (faculté des sciences de Paris) - Prix Nobel de Physique - 1903
- Marie Skłodowska-Curie - Doctorat (faculté des sciences de Paris) - Prix Nobel de Chimie - 1911
- Pierre Curie - Doctorat (faculté de sciences de Paris) - Prix Nobel de Physique - 1903
- Jean Dausset - Professeur au Collège de France - Prix Nobel de Médecine - 1980
- Gérard Debreu - Ancien élève de l'École normale supérieure - Prix Nobel d’Économie - 1983
- Pierre-Gilles de Gennes - Ancien élève de l'École normale supérieure et Professeur – Prix Nobel de Physique - 1991
- Esther Duflo - Ancienne élève de l'École normale supérieure et Professeure au Collège de France - Prix Nobel d’Économie - 2019
- Hugo Duminil-Copin - Ancien élève de l'École normale supérieure - Médaille Fields - 2022
- Albert Fert - Ancien élève de l'École normale supérieure - Prix Nobel de Physique - 2007
- Alexandre Grothendieck - Ancien Professeur associé au Collège de France - Médaille Fields - 1966
- Serge Haroche - Ancien élève de l'École normale supérieure et Professeur au Collège de France- Prix Nobel de Physique - 2012
- François Jacob - Professeur – Prix Nobel de Médecine - 1965
- Frédéric Joliot-Curie - Ancien élève de l'École municipale de physique et de chimie industrielle et Professeur au collège de France - Prix Nobel de Chimie - 1935
- Irène Joliot-Curie - Professeure à la faculté des sciences de Paris - Prix Nobel de Chimie - 1935
- Alfred Kastler - Ancien élève de l'École normale supérieure - Prix Nobel de Physique - 1966
- Laurent Lafforgue - Ancien élève de l'École normale supérieure - Médaille Fields - 2002
- Jean-Marie Lehn - Professeur au Collège de France - Prix Nobel de Chimie - 1987
- Pierre-Louis Lions - Ancien élève de l'École normale supérieure et Professeur au Collège de France - Médaille Fields - 1994
- Gabriel Lippmann - Ancien élève de l'École normale supérieure - Prix Nobel de Physique - 1908
- Roger Martin du Gard - Ancien élève de l'École des chartes - Prix Nobel de Littérature - 1937
- François Mauriac - Ancien élève de l'École des chartes - Prix Nobel de Littérature - 1952
- Henri Moissan - Ancien élève de l'École pratique des hautes études et Professeur à l'Université de Paris - Prix Nobel de Chimie - 1906
- Jacques Monod - Professeur au Collège de France - Prix Nobel de Physiologie ou Médecine - 1965
- Louis Néel - Ancien élève de l'École normale supérieure - Prix Nobel de Physique - 1970
- Charles Nicolle - Professeur au Collège de France et à l'Institut Pasteur – Prix Nobel de Médecine - 1928
- Ngô Bảo Châu - Ancien élève de l'École normale supérieure - Médaille Fields - 2010
- Jean Perrin - Ancien élève de l'École normale supérieure - Prix Nobel de Physique - 1926
- Romain Rolland - Ancien élève de l'École normale supérieure - Prix Nobel de Littérature - 1915
- Paul Sabatier - Ancien élève de l'École normale supérieure et Doctorat - Prix Nobel de Chimie - 1912
- Jean-Paul Sartre - Ancien élève de l'École normale supérieure - Prix Nobel de Littérature - 1964
- Jean-Pierre Serre - Ancien élève de l'École normale supérieure et Professeur au Collège de France - Médaille Fields - 1954
- Laurent Schwartz - Ancien élève de l'École normale supérieure - Médaille Fields - 1950
- René Thom - Ancien élève de l'École normale supérieure - Médaille Fields - 1958
- Jean Tirole - Ancien élève - Prix Nobel d’Économie - 2014
- Cédric Villani - Ancien élève de l'École normale supérieure et Doctorat - Médaille Fields - 2010
- Wendelin Werner - Ancien élève de l'École normale supérieure et Professeur - Médaille Fields - 2006
- Jean-Christophe Yoccoz - Ancien élève de l'École normale supérieure et Professeur au Collège de France - Médaille Fields - 1994

### Anciens étudiants

#### Anciens élèves de l'École nationale supérieure de chimie de Paris
École nationale supérieure de chimie de Paris

#### Anciens étudiants de l'université Paris-Dauphine
- Jacques Attali : conseiller spécial du président Mitterrand, conseiller ponctuel du président Sarkozy et premier président de la Banque européenne de développement (BERD)
- Thierry Bolloré, directeur général du groupe Renault
- Nicolas Dupont-Aignan : député de l'Essonne, président du parti politique Debout la France
- Florian Philippot : conseiller régional, président du parti politique Les Patriotes
- Bernard Ramanantsoa : ancien directeur général d'HEC Paris
- Jean Tirole : économiste, prix Nobel d'économie 2014
- Cédric Villani : mathématicien, médaille Fields 2010, et député
- Marc Lévy, écrivain, auteur de best-sellers
- Boni Yayi : président de la République du Bénin
- Olivier Blanchard : chef économiste du FMI
- Arnaud Lagardère : président-directeur général de Lagardère
- Hervé Mariton : député et ancien ministre
- Hervé Novelli : député et ancien ministre
- Raymond Ndong Sima : Premier ministre du Gabon
- François Pierson : membre du directoire d'Axa
- Christophe Chenut : ancien directeur général de Lacoste
- Philippe Oddo : associé-gérant d'Oddo & Cie
- Thierry Morin : ancien président-directeur général de Valeo
- Jacques Aigrain : ancien PDG de Swiss Re
- Nassim Nicholas Taleb : écrivain et philosophe, spécialiste de l'épistémologie des probabilités
- Régis Arnoux : fondateur et président-directeur général de Catering International Services
- Diane Barrière-Desseigne : ancienne présidente-directrice générale du Groupe Lucien Barrière
- Frédéric Bedin : président du directoire de Public Système Hopscotch
- Yannick Bolloré : directeur général de Bolloré Média
- Bruno Bonnell : cofondateur d'Infogrames
- François-Xavier Clédat : ancien président-directeur général et actuel président du conseil de surveillance du groupe Spie Batignolles
- Élie Cohen : économiste
- Michel Combes : ancien président-directeur général de TDF, directeur général d'Alcatel-Lucent à compter du 1er avril 2013
- Édouard Courtial : député-maire, ancien secrétaire d’État
- Claude Czechowski : ancien président de CSC EMEA Sud & Ouest
- Philippe Dupont : ancien président du Conseil de BPCE
- Stéphanie Fontugne : dirigeante d'entreprise franco-suisse
- Bertrand Lemennicier : économiste
- Roland Minnerath : archevêque émérite de Dijon
- Albéric de Montgolfier : avocat et sénateur
- Alain Orsoni : homme politique, président de l'AC Ajaccio depuis 2008
- Pierre Rosanvallon : historien, professeur au Collège de France
- Geoffroy Roux de Bézieux : entrepreneur, président du Medef
- Alain Salzman : président de Marques Avenue
- Frédéric Sautet : économiste
- Jean-Michel Severino : gérant, ancien directeur général de l’Agence française de développement
- Jean-Marc Sylvestre : journaliste économique
- Faure Gnassingbé : président du Togo
- Faten Kallel : femme politique tunisienne
- Florent Menegaux : gérant associé commandité du groupe Michelin
- Sihem Amer-Yahia, informaticienne algérienne, médaille d'argent du CNRS en 2020

## Évolution démographique
Évolution démographique de la population universitaire 

| 2019   | 2020   | 2021   | 2022   | - | - | - | - |
| ------ | ------ | ------ | ------ | - | - | - | - |
| 18 120 | 18 029 | 18 083 | 18 378 | - | - | - | - |

### Textes réglementaires
- Décret du 8 juillet 2010 portant approbation des statuts de la fondation de coopération scientifique « Paris Sciences et Lettres - Quartier latin »
- Décret du 20 janvier 2012 portant approbation des modifications apportées aux statuts d'une fondation de coopération scientifique
- Décret no 2012-952 du 1er août 2012 portant création de l’établissement public de coopération scientifique « PSL-formation »
- Décret no 2015-408 du 10 avril 2015 portant approbation des statuts de la communauté d'universités et établissements « Université de recherche Paris sciences et lettres - PSL Research University »
- Décret no 2019-1130 du 5 novembre 2019 portant création de l'Université Paris sciences et lettres (Université PSL) et approbation de ses statuts